# Parafia Matki Bożej Bolesnej w Radomiu
Parafia pw. Matki Bożej Bolesnej w Radomiu – parafia rzymskokatolicka usytuowana w Radomiu. Należy do dekanatu Radom-Centrum w diecezji radomskiej. 

## Historia
Parafia założona została 4 października 1987 roku przez biskupa Edwarda Materskiego. Poświęcenie placu pod budowę kościoła dla dzielnicy Obozisko miało miejsce 31 maja 1987 roku. Staraniem ks. Jerzego Szpytmy pierwszego proboszcza wybudowano latem, w ciągu czterech miesięcy, tymczasowy drewniany kościół, który został poświęcony przez bp. Edwarda Materskiego 4 października 1987 roku. Rozpoczęcie budowy docelowego kościoła miało miejsce 9 kwietnia 2001 roku. 

## Zasięg parafii
Do parafii należą mieszkańcy Radomia (ulice: Białobrzeska, Brandta, Chełmońskiego, Gomulickiego, Grójecka, Klejowa, Kołłątaja, Lelewela, 11 Listopada 2/4 i 6/8, Mochnackiego, Mydlana, Niska, Ozdobna, Parkowa, Piaskowa, Radosna, Rodziny Winczewskich, Różana, Rybna, Stodolna, Solna, Szarych Szeregów, Śniadeckich, Warszawska 7 i 37, Wietrzna, Żwirowa i Żywa).

## Proboszczowie
- ks. Jerzy Szpytma (1987 - 2007)
- ks. Gabriel Marciniak (od 2007)